# Призматрон

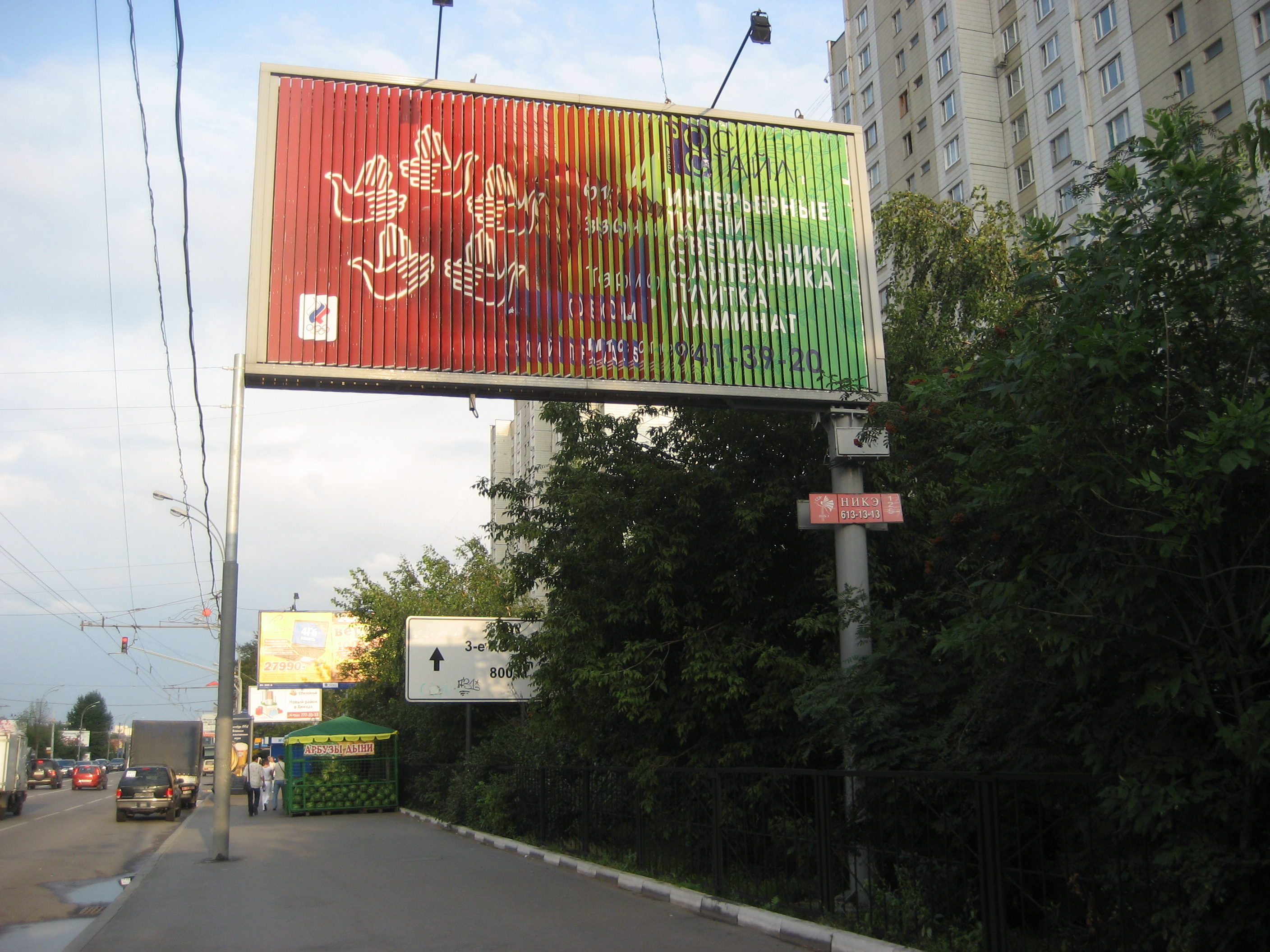
Призматрон на отдельно стоящем щите

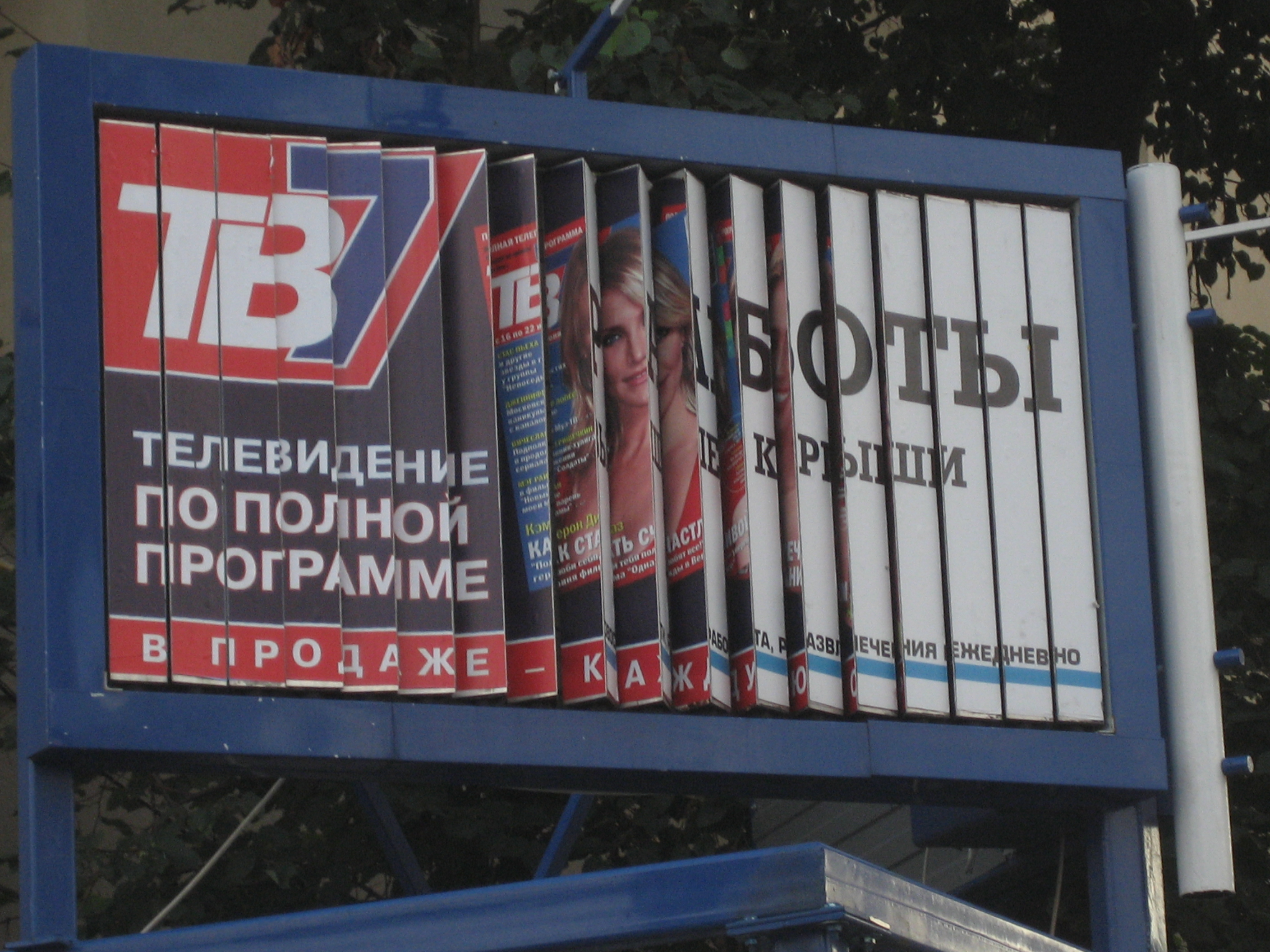
Малый призматрон. Хорошо видны призмы

Призматрон — рекламоноситель, визуальная поверхность которого, благодаря тому, что состоит из трёхгранных поворачивающихся призм, может изменяться. Через заданный промежуток времени призмы поворачиваются вокруг своей оси, демонстрируя по очереди каждую из трёх граней. Таким образом, одновременно на них можно разместить три разных сюжета. Подобные рекламоносители чаще всего устанавливаются на билборды, реже на конструкции типа суперсайт и пиллар, также иногда устанавливаются на фасады домов, заменяя брандмауэры в наиболее людных местах.
Кроме того, иногда используются в Indoor-рекламе.

## Преимущества
Эти рекламные конструкции позволяют разместить рекламу заказчика в наиболее популярных, посещаемых местах города, в том случае, когда нельзя установить несколько рекламных щитов. Сам процесс смены изображений на рекламоносителе привлекает дополнительное внимание людей. Чаще всего изображение для размещения на призматроне печатается на самоклеящейся плёнке.

## Разновидности
Существует большое количество конструкций призматронов, но по принципу обслуживания их можно разделить на две группы:
- Призматроны с разборными призмами. В конструкциях подобного типа грани призм представляют собой отсоединяющиеся элементы — ламели. При поклейке рекламы на конструкциях подобного типа достаточно снимать одну плоскость из трёх имеющихся.
- Призматроны с неразборными призмами. На данных конструкциях для монтажа рекламы необходимо снимать призмы целиком.